# Cheryl Toussaint
Cheryl Renee Toussaint-Eason (née le 16 décembre 1952 à Brooklyn) est une athlète américaine spécialiste du 400 mètres et du 800 mètres. 

## Carrière

### Palmarès
| Date | Compétition           | Lieu             | Résultat | Épreuve   | Performance   |
| ---- | --------------------- | ---------------- | -------- | --------- | ------------- |
| 1971 | Jeux panaméricains    | Santiago de Cali | 1er      | 4 × 400 m | 3 min 32 s 45 |
| 1972 | Jeux olympiques d'été | Munich           | 2e       | 4 × 400 m | 3 min 25 s 2  |

### Records
| Épreuve    | Performance  | Date |
| ---------- | ------------ | ---- |
| 200 mètres | 24 s 4       | 1976 |
| 400 mètres | 52 s 3       | 1977 |
| 800 mètres | 2 min 03 s 0 | 1975 |